# Giros
Giros é o segundo CD solo de rock argentino do argentino Fito Páez lançado em 1985, sob o selo EMI, e em 1987 teve mais de 50 mil cópias vendidas. Este álbum foi adicionado à lista 100 maiores discos do rock argentino pela Rolling Stone.
O álbum trouxe temas como "Yo Vengo a Ofrecer Mi Corazón", "Cable a Tierra", "Alguna Vez Voy a Ser Libre", além da faixa-título "11 y 6", considerado um dos seus maiores sucessos que foi adicionado à lista 100 maiores hits do rock argentino pela Rolling Stone e MTV. É considerado pela crítica especializada como o pontapé inicial na carreira do músico, e como uma obra mais realizada que seu álbum de estreia Del 63: com som e arranjos melhorados e canções com temáticas profundas. Em 2015, nos trinta anos de seu lançamento, foi lançada uma versão remasterizada e estendida do álbum revisada pelo próprio Páez.

## Faixas
| N.º            | Título                          | Duração |  |
| 1.             | "Giros"                         | 3:45    |  |
| 2.             | "Taquicardia"                   | 2:00    |  |
| 3.             | "Alguna Vez Voy a Ser Libre"    | 3:54    |  |
| 4.             | "11 y 6"                        | 3:10    |  |
| 5.             | "Yo vengo a ofrecer mi corazón" | 3:32    |  |
| 6.             | "Narciso y Quasimodo"           | 2:51    |  |
| 7.             | "Cable a Tierra"                | 3:05    |  |
| 8.             | "Decisiones Apresuradas"        | 2:46    |  |
| 9.             | "D.L.G."                        | 4:00    |  |
| Duração total: | Duração total:                  | 29:50   |  |

## Músicos
- Fito Páez: Piano Yamaha, Yamaha DX7, voz.
- Fabián Gallardo: Guitarras, coros.
- Paul Dourge: Baixo.
- Tweety González: Teclados.
- Daniel Wirtz: Bateria.

### Músicos Convidados
- Fabiana Cantilo: Coros em Yo Vengo a Ofrecer Mi Corazón e D.L.G..
- Osvaldo Fattoruso: Percussão em Alguna Vez Voy a Ser Libre e Yo Vengo a Ofrecer Mi Corazón.
- Pedro Aznar: Guitarra Roland y Arranjos em 11 y 6.
- Juan Carlos "Mono" Fontana: Piano Yamaha DX7 em Cable a Tierra.

## Vendas e Certificações
| Ano  | Órgão | Certificação/Vendas | Vendas   |
| ---- | ----- | ------------------- | -------- |
| 1987 | CAPIF | ouro                | 50,000 + |

## Prêmios e Honrarias
- A revista Rolling Stone Argentina colocou este álbum na 82ª posição da lista "los mejores discos del rock argentino".[7][8]